# Volvariella volvacea
Volvariella volvacea é uma espécie de cogumelos comestíveis cultivados em todo o Leste e Sudeste da Ásia e amplamente utilizado na culinária asiática. Geralmente estão disponíveis frescos na Ásia, mas são mais frequentemente encontrados em formas enlatadas ou secas fora de seus países de cultivo. Em todo o mundo, esses cogumelos ocupam o terceiro lugar no consumo, embora seu uso no Ocidente seja um tanto incomum e geralmente restrito ao uso na culinária oriental.

## Cultivo
Estes cogumelos são cultivados em canteiros de palha de arroz e são mais comumente colhidos quando imaturos (geralmente rotulados como "com casca"), durante a fase de botão ou ovo e antes da ruptura do véu. Eles são adaptáveis e levam de quatro a cinco dias para amadurecer, e são cultivados com mais sucesso em climas subtropicais com alta precipitação anual. Nenhum registro foi encontrado de seu cultivo antes do século XIX.